# NGC 1022
NGC 1022 (другие обозначения — MCG -1-7-25, IRAS02360-0653, PGC 10010) — спиральная галактика с перемычкой (SBa) в созвездии Кит, находится от Земли на расстоянии примерно в 66 млн световых лет.
NGC 1022 открыта в 1785-м году английским астрономом Уильямом Гершелем. Перемычка NGC 1022 имеет плотную структуру, состоящую из звезд и межзвездного газа.
Этот объект входит в число перечисленных в оригинальной редакции «Нового общего каталога».
Галактика входит в состав группы галактик, самым крупным членом которой является NGC 1052.
Галактика NGC 1022 входит в состав группы галактик NGC 1052. Помимо NGC 1022 в группу также входят ещё 10 галактик.
Галактика NGC 1022 входит в состав группы галактик NGC 1084. Помимо NGC 1022 в группу также входят ещё 14 галактик.